# Centro de software de Ubuntu
Centro de software de Ubuntu (conocido en inglés como Ubuntu Software Center) es un final frontal (front end) gráfico de alto nivel para el sistema de gestión de paquetes APT/dpkg. Permite buscar, instalar y desinstalar aplicaciones del sistema operativo y además, permite añadir repositorios de terceros para instalar aplicaciones que no se encuentren en los repositorios oficiales de Ubuntu.
Está escrito en Python, basado en PyGTK/PyGObject sobre GTK+ y en el futuro desarrollo de la aplicación GNOME, gnome-app-install.

## Aplicaciones
Actualmente el Centro de software de Ubuntu cuenta con más de 62.000 elementos (bibliotecas, aplicaciones, y paquetes varios) disponibles en los repositorios de Ubuntu. 
Las aplicaciones son divididas en 14 categorías, las cuales son: Accesorios, Acceso Universal, Ciencia e Ingeniería, Educación, Gráficos, Herramientas para desarrolladores, Internet, Juegos, Libros y revistas, Oficina, Sistema, Sonido y vídeo, Temas y ajustes y Tipografías. Algunas categorías cuentan con subcategorías, para tener un mejor orden sobre las aplicaciones hospedadas, y la facilidad de uso.
También se pueden agregar repositorios de terceros, y facilitar la instalación y desinstalación de aplicaciones de terceros en el Centro de software de Ubuntu. El Centro de software ofrece aplicaciones libres (o de código abierto), aplicaciones privativas (cerradas), y aplicaciones de pago.
En el panel superior se puede seleccionar el software suministrado por Canonical, o ver solo el software suministrado por socios de Canonical. Y además ver el software ya instalado en el sistema, y un historial de sucesos. Las secciones de inicio ofrecen aplicaciones recientes, mejor valoradas, y recomendadas para el usuario.

## Aplicaciones de pago
Para el lanzamiento de Ubuntu 10.10 se lanzó también la versión 3.0 del Centro de software, y con ello la posibilidad de comprar aplicaciones por medio de un sistema de compra manejado por «Ubuntu Single Sign On», el cual relaciona los sitios de Ubuntu en una sola cuenta: Ubuntu One,  Ubuntu Shop (Canonical Store), y hasta Launchpad. Al momento de comprar una aplicación, el sistema permite crear una cuenta nueva para mayor facilidad. La primera aplicación de pago expuesta en la tienda fue «Fluendo DVD Player».

## Desarrollo
A principios del 2009, los desarrolladores notaron que el manejo de paquetes en Ubuntu podría ser mejorado y consolidado. Esto debido a que existían varias herramientas en Ubuntu para el manejo de paquetes, como «Añadir y quitar programas», «Gestor de paquetes Synaptic», el «Gestor de actualizaciones» y «Gdebi», los cuales ocupan espacio en el sistema y otros recursos, provocando confusión por parte del usuario final.
El objetivo es introducir una aplicación que logre instalar, desinstalar, comprar, manejar repositorios, y actualizar aplicaciones de una manera simple y unificada con una sola aplicación general. Y la cual también irá madurando con la salida de cada nueva versión de Ubuntu. 
Este plan consta de cuatro etapas para tener la aplicación ideal para realizar toda clase de tareas con el manejo de aplicaciones en Ubuntu. Estas etapas de la versión de la aplicación van siendo lanzadas en conjunto con cada versión del sistema operativo Ubuntu:

### 1.0
En octubre de 2009, se introdujo una nueva interfaz para facilitar la instalación de aplicaciones por categorías, una rápida búsqueda de aplicaciones, y de poder remover las aplicaciones que uno desee. La habilidad de buscar e instalar más aplicaciones mientras se instalan o desinstalan otras. Mejor seguridad basada en PolicyKit, en vez de gksudo. Se lanzó junto con Ubuntu 9.10 el 29 de octubre de 2009.

### 2.0
En abril de 2010, se agregaron importantes cambios en la interfaz. La característica de ver e instalar repositorios de terceros (PPA), la posibilidad de ver todos los elementos disponibles en los repositorios de Ubuntu (sean o no aplicaciones). Subcategorización de aplicaciones como Juegos o Internet, y también categorización de herramientas que no sean paquetes; como utilidades de programación, fuentes, utilidades de bases de datos, y protectores de pantalla. Se lanzó junto con Ubuntu 10.04 el 29 de abril de 2010.

### 3.0
En octubre de 2010, se rediseñó la interfaz dejándola más compacta y accesible, y se pueden comprar aplicaciones con un sistema de logueo de usuario. Se incluye un historial de sucesos diarios, y se reemplazó al instalador Gdebi por uno integrado al Centro de software, dejando solo al Centro de Software instalar archivos deb. El manejo de apt:url ahora lo controla el Centro de software. Mejoradas las páginas en donde se muestran las aplicaciones. Mejorado el buscador instantáneo. Se lanzó junto con Ubuntu 10.10 el 10 de octubre de 2010.

### 4.0
En abril de 2011, se pueden otorgar puntuaciones y recomendaciones a las aplicaciones, y ver cuantas veces se ha usado una aplicación. La partida de inicio del Centro de software es un poco más rápida, y se facilita iniciar aplicaciones recién instaladas debido a que se pueden agregar al lanzador mediante una opción. Se lanzó junto con Ubuntu 11.04 el 28 de abril de 2011.

### 5.0
En octubre de 2011, se rediseñó completamente toda la aplicación. Un nuevo home que muestra las aplicaciones más valoradas por estrellas y las aplicaciones más recientes, además accesos directos al lado izquierdo para categorías, y un panel superior con las secciones 'Todo el software', 'Instalados', y 'Historial'. Mejor integración con Unity, orden por clasificaciones (de las aplicaciones), y requisitos del sistema de las aplicaciones. Se lanzó junto con Ubuntu 11.10 el 13 de octubre de 2011.

### 5.2
En abril de 2012, se mejoró el tiempo de arranque y permite ver múltiples capturas de pantalla y videos de una aplicación. La categoría 'Libros y revistas' fue agregada. Las aplicaciones que se instalen aparecen automáticamente en el lanzador, por medio de una animación. Se agregaron recomendaciones de software para el usuario. Ahora también se aceptan pagos por medio de PayPal.

## Historial de lanzamiento
Centro de software de Ubuntu fue denominado inicialmente como Ubuntu Software Store. La primera versión fue la 0.1 y fue lanzada el 21 de agosto de 2009. Más tarde, el paquete fue renombrado como Ubuntu Software Centre en la versión 0.4 el 25 de septiembre de 2009. Esto resultó así, luego de que los miembros de la comunidad de Ubuntu discutieran que el nombre sonaba demasiado comercial, y por medio de una votación se designó una nueva denominación.